# Grigorovich I-2
Il Grigorovich I-2 (in russo Григорович И-2?, Grigorovič I-2) fu un aereo da caccia monoposto, monomotore e biplano, progettato dall'ingegnere Dmitrij Pavlovič Grigorovič e sviluppato nell'allora Unione Sovietica nei primi anni venti del XX secolo.
Evoluzione del precedente Grigorovich I-1, rimasto allo stadio di prototipo, se ne distingueva per l'adozione di alcune modifiche alla velatura e alla cofanatura del motore. Adottato dalla Voenno-vozdušnye sily, l'aeronautica militare sovietica, nella sua versione I-2bis fu il primo caccia nazionale ad essere prodotto in serie in considerevole quantità.

## Versioni
I-2
versione originale avviata alla produzione in serie, motore Liberty L-12 12 cilindri a V raffreddato a liquido.
I-2bis
come l'I-2 tranne che per il propulsore, l'M-5 dalla stessa architettura ma di produzione sovietica.

## Utilizzatori
Unione Sovietica
- Voenno-vozdušnye sily